# Teorema de De Bruijn-Erdős (teoría de grafos)

Una coloración con siete colores del plano y el huso de Moser con cuatro colores, dibujado como un grafo de distancia unitaria en el plano, que proporciona límites superior e inferior para el problema de Hadwiger-Nelson

En teoría de grafos, el teorema de De Bruijn-Erdős relaciona la coloración de un grafo infinito con el mismo problema en sus subgrafos finitos. Establece que, cuando todos los subgrafos finitos pueden colorearse con {\displaystyle c} colores, lo mismo ocurre con todo el grafo. El teorema fue demostrado por Nicolaas Govert de Bruijn y Paul Erdős (1951), de quienes recibe su nombre.
El teorema de De Bruijn-Erdős tiene varias demostraciones diferentes, todas dependientes de alguna manera del axioma de elección. Sus aplicaciones incluyen la extensión del teorema de los cuatro colores y del teorema de Dilworth de grafos finitos y conjuntos parcialmente ordenados a grafos infinitos, y la reducción del problema de Hadwiger-Nelson de la coloración de grafos del plano a un problema sobre grafos finitos. Puede generalizarse de un número finito de colores a conjuntos de colores cuya cardinalidad es un cardinal fuertemente compacto.

## Definiciones y enunciado
Un grafo es un objeto matemático que consiste en un conjunto de vértices y un conjunto de aristas que enlazan pares de vértices. Los dos vértices asociados a cada arista se denominan extremos. El grafo es finito cuando sus vértices y aristas forman un conjunto finito, e infinito en caso contrario. Una coloración de grafos asocia cada vértice con un color extraído de un conjunto de colores, de tal manera que cada arista tiene dos colores diferentes en sus extremos. Un objetivo frecuente en la coloración de grafos es minimizar el número total de colores utilizados. La coloración de un grafo es este número mínimo de colores. El teorema de los cuatro colores establece que todo grafo finito que pueda dibujarse sin cruces en el plano necesita como máximo cuatro colores. Sin embargo, algunos grafos con conectividad más compleja requieren más de cuatro colores. Es una consecuencia del axioma de elección que el número de colores esté bien definido para grafos infinitos, pero para estos grafos el número cromático podría ser en sí mismo un número cardinal infinito.
Un subgrafo de un grafo es otro grafo obtenido a partir de un subconjunto de sus vértices y un subconjunto de sus aristas. Si el grafo mayor está coloreado, se puede usar la misma coloración para el subgrafo. Por lo tanto, el número cromático de un subgrafo no puede ser mayor que el número cromático del grafo completo. El teorema de De Bruijn-Erdős se refiere a los números cromáticos de grafos infinitos y demuestra que (de nuevo, asumiendo el axioma de elección) pueden calcularse a partir de los números cromáticos de sus subgrafos finitos. Afirma que, si los números cromáticos de los subgrafos finitos de un grafo {\displaystyle G} tienen un valor máximo finito {\displaystyle c}, entonces el número cromático de {\displaystyle G} es exactamente {\displaystyle c}. Por otro lado, si no hay ningún límite superior finito en los números cromáticos de los subgrafos finitos de {\displaystyle G}, entonces el número cromático de {\displaystyle G} debe ser infinito.

## Aplicaciones
La motivación original de Erdős al estudiar este problema fue extender de grafos finitos a infinitos el teorema que establece que, siempre que un grafo tenga una orientación con un grado de salida máximo finito {\displaystyle k}, también tendrá una coloración {\displaystyle (2k+1)}. Para grafos finitos, esto se deduce porque dichos grafos siempre tienen un vértice de grado máximo {\displaystyle 2k}, que puede colorearse con uno de los {\displaystyle 2k+1} colores después de colorear recursivamente todos los vértices restantes. Los grafos infinitos con dicha orientación no siempre tienen un vértice de grado bajo (por ejemplo, los retículos de Bethe tienen {\displaystyle k=1}, pero un grado mínimo arbitrario), por lo que este argumento requiere que el grafo sea finito. Sin embargo, el teorema de De Bruijn-Erdős muestra que existe una coloración con {\displaystyle (2k+1)} colores incluso para grafos infinitos.
Otra aplicación del teorema de De Bruijn-Erdős es al problema de Hadwiger-Nelson, que pregunta cuántos colores se necesitan para colorear los puntos del plano de modo que cada dos puntos separados por una unidad de distancia tengan colores diferentes. Este es un problema de coloración de grafos para un grafo infinito que tiene un vértice por cada punto del plano y una arista por cada dos puntos cuya distancia euclídea es exactamente uno. Los subgrafos inducidos de este grafo se llaman grafos de distancia unitaria. Un grafo de distancia unitaria de siete vértices, el huso de Moser, requiere cuatro colores. En 2018, se encontraron grafos de distancia unitaria mucho mayores que requieren cinco colores. Todo el grafo infinito tiene una coloración conocida con siete colores basada en una teselación hexagonal del plano. Por lo tanto, el número cromático del plano debe ser 5, 6 o 7, pero se desconoce cuál de estos tres números es el valor correcto. El teorema de De Bruijn-Erdős muestra que, para este problema, existe un grafo de distancia unitaria finito con el mismo número cromático que todo el plano. Por lo tanto, si el número cromático es mayor que cinco, este hecho puede demostrarse mediante un cálculo finito. 
El teorema de De Bruijn-Erdős también puede usarse para extender el teorema de Dilworth de conjuntos parcialmente ordenados finitos a infinitos. El teorema de Dilworth establece que la anchura de un orden parcial (el número máximo de elementos en un conjunto de elementos mutuamente incomparables) es igual a la cantidad mínima de cadenas (subconjuntos totalmente ordenados) en las que puede dividirse el orden parcial. Una partición en cadenas puede interpretarse como una coloración de un grafo de incomparabilidad de orden parcial. Este es un grafo con un vértice para cada elemento del orden y una arista para cada par de elementos incomparables. Usando esta interpretación de coloración, junto con una demostración separada del teorema de Dilworth para conjuntos parcialmente ordenados finitos, es posible demostrar que un conjunto parcialmente ordenado infinito tiene anchura finita {\displaystyle w} si y solo si tiene una partición en {\displaystyle w} cadenas.
Del mismo modo, el teorema de De Bruijn-Erdős extiende el teorema de los cuatro colores de grafos finitos planares a grafos infinitos planares. Todo grafo finito planar puede colorearse con cuatro colores, según el teorema de los cuatro colores. El teorema de De Bruijn-Erdős demuestra que todo grafo que pueda dibujarse sin intersecciones en el plano, finito o infinito, puede colorearse con cuatro colores. De forma más general, todo grafo infinito cuyos subgrafos finitos sean planares puede colorearse con cuatro colores.

## Demostraciones
La demostración original del teorema de De Bruijn-Erdős, realizada por De Bruijn, utilizó inducción transfinita.
Gottschalk (1951) proporcionó la siguiente demostración breve, basada en el teorema de compacidad de Tíjonov en topología. Supóngase que, para el grafo infinito dado {\displaystyle G}, todo subgrafo finito es {\displaystyle k}-coloreable, y sea {\displaystyle X} el espacio de todas las asignaciones de los colores de {\displaystyle k} a los vértices de {\displaystyle G} (independientemente de si forman una coloración válida). Entonces, a {\displaystyle X} se le puede dar una topología como topología producto {\displaystyle k^{V(G)}}, donde {\displaystyle V(G)} denota el conjunto de vértices del grafo. Según el teorema de Tíjonov, este espacio topológico es compacto. Para cada subgrafo finito {\displaystyle F} de {\displaystyle G}, sea {\displaystyle X_{F}} el subconjunto de {\displaystyle X} que consiste en asignaciones de colores que colorean válidamente {\displaystyle F}. Entonces, el sistema de conjuntos {\displaystyle X_{F}} es una familia de conjuntos cerrados con la propiedad de la intersección finita, por lo que, por compacidad, tiene una intersección no vacía. Cada miembro de esta intersección es una coloración válida de {\displaystyle G}.
Una demostración diferente utilizando el lema de Zorn fue proporcionada por Lajos Pósa, y también en la tesis doctoral de 1951 de Gabriel Andrew Dirac. Si {\displaystyle G} es un grafo infinito en el que todo subgrafo finito es {\displaystyle k}-coloreable, entonces, según el lema de Zorn, es un subgrafo de un grafo maximal {\displaystyle M} con la misma propiedad (uno al que no se pueden añadir más aristas sin que algún subgrafo finito requiera más colores que {\displaystyle k}. La relación binaria de no adyacencia en {\displaystyle M} es una relación de equivalencia, y sus clases de equivalencia proporcionan una coloración {\displaystyle k} de {\displaystyle G}. Sin embargo, esta demostración es más difícil de generalizar que la demostración de compacidad.
El teorema también se puede demostrar utilizando ultrafiltros o análisis no estándar. Nash-Williams (1967) proporciona una prueba para gráficos con un número contable de vértices basada en el lema de Kőnig infinito.

## Dependencia de la elección
Todas las demostraciones del teorema de De Bruijn-Erdős utilizan alguna forma del axioma de elección. Alguna forma de este supuesto es necesaria, ya que existen modelos de matemáticas en las que tanto el axioma de elección como el teorema de De Bruijn-Erdős son falsos. Más precisamente, Mycielski (1961) demostró que el teorema es una consecuencia del teorema del ideal primo booleano, una propiedad implícita en el axioma de elección, pero más débil que el axioma de elección completo, y Läuchli (1971) demostró que el teorema de De Bruijn-Erdős y el teorema del ideal primo booleano son equivalentes en potencia axiomática.
El teorema de De Bruijn-Erdős para grafos contables también puede demostrarse como equivalente en potencia axiomática, en aritmética de segundo orden, a una forma débil del lema de Konig que establece que todo árbol binario infinito tiene una rama infinita y se utiliza para definir el sistema WKL0.
Como contraejemplo del teorema en modelos de teoría de conjuntos sin elección, sea {\displaystyle G} un grafo infinito cuyos vértices representan todos los números reales posibles. En {\displaystyle G}, se conectan dos números reales, {\displaystyle x} y {\displaystyle y}, mediante una arista siempre que uno de los valores sea {\displaystyle |x-y|\pm {\sqrt {2}}}. De forma equivalente, en este grafo existen aristas entre todos los números reales racionales y todos los números reales de la forma {\displaystyle x}, para los números racionales {\displaystyle x+q\pm {\sqrt {2}}}. Cada camino en este grafo, a partir de cualquier número real {\displaystyle q}, alterna entre números que difieren de {\displaystyle x} en un número racional más un múltiplo par de {\displaystyle x} y números que difieren de {\displaystyle {\sqrt {2}}} en un número racional más un múltiplo impar de {\displaystyle x}.
Esta alternancia impide que {\displaystyle {\sqrt {2}}} contenga ciclos de longitud impar, por lo que cada uno de sus subgrafos finitos solo requiere dos colores. Sin embargo, en el modelo de Solovay, donde todo conjunto de números reales es medible según el método de Lebesgue, el modelo {\displaystyle G} requiere una cantidad infinita de colores, ya que, en este caso, cada clase de color debe ser un conjunto medible y se puede demostrar que todo conjunto medible de números reales sin aristas en {\displaystyle G} debe tener medida cero. Por lo tanto, en el modelo de Solovay, el número cromático (infinito) de todo {\displaystyle G} es mucho mayor que el número cromático de sus subgrafos finitos (como máximo dos).

## Generalizaciones
Rado (1949) demuestra el siguiente teorema, que puede considerarse una generalización del teorema de De Bruijn-Erdős. Sea {\displaystyle V} un conjunto infinito, por ejemplo, el conjunto de vértices de un grafo infinito. Para cada elemento {\displaystyle v} de {\displaystyle V}, sea {\displaystyle c_{v}} un conjunto finito de colores. Además, para cada subconjunto finito {\displaystyle S} de {\displaystyle V}, se elige una coloración particular {\displaystyle C_{S}} de {\displaystyle S}, en la que el color de cada elemento {\displaystyle v} de {\displaystyle S} pertenezca a {\displaystyle c_{v}}. Entonces, existe una coloración global {\displaystyle \chi } de todos los {\displaystyle V} con la propiedad de que cada conjunto finito {\displaystyle S} tiene un superconjunto finito {\displaystyle T} en el que {\displaystyle \chi } y {\displaystyle C_{T}} coinciden. En particular, si se elige una coloración {\displaystyle k} para cada subgrafo finito de un grafo infinito {\displaystyle G}, entonces existe una coloración {\displaystyle k} de {\displaystyle G} en la que cada grafo finito tiene un supergrafo mayor cuya coloración coincide con la coloración del grafo completo.
Si un grafo no tiene un número cromático finito, el teorema de De Bruijn-Erdős implica que debe contener subgrafos finitos de cada número cromático finito posible. Los investigadores también han estudiado otras condiciones en los subgrafos que se deben cumplir en este caso. Por ejemplo, los grafos cromáticos ilimitados también deben contener cada grafo bipartito finito posible como subgrafo. Sin embargo, pueden tener una cintura arbitrariamente grande y, por lo tanto, pueden evitar cualquier conjunto finito de subgrafos no bipartitos.
El teorema de De Bruijn-Erdős también se aplica directamente a los problemas de coloración de hipergrafos, donde se requiere que cada hiperarista tenga vértices de más de un color. En cuanto a los grafos, un hipergrafo tiene una coloración {\displaystyle k} si y solo si cada uno de sus subhipergrafos finitos tiene una coloración {\displaystyle k}. Es un caso especial del teorema de compacidad de Kurt Gödel, que establece que un conjunto de oraciones de primer orden tiene un modelo si y solo si cada subconjunto finito de él tiene un modelo. Más específicamente, el teorema de De Bruijn-Erdős puede interpretarse como la compacidad de las estructuras de primer orden cuyos valores no lógicos son cualquier conjunto finito de colores y cuyo único predicado sobre estos valores es la desigualdad.
El teorema también puede generalizarse a situaciones en las que el número de colores es un número cardinal infinito. Si {\displaystyle \kappa } es un cardinal fuertemente compacto, entonces para cada grafo {\displaystyle G} y número cardinal {\displaystyle \mu <\kappa }, {\displaystyle G} tiene un número cromático como máximo {\displaystyle \mu } si y solo si cada uno de sus subgrafos de cardinalidad menor que {\displaystyle \kappa } tiene número cromático como máximo {\displaystyle \mu }. El teorema de De Bruijn-Erdős original es el caso {\displaystyle \kappa =\aleph _{0}} de esta generalización, ya que un conjunto es finito si y solo si su cardinalidad es menor que {\displaystyle \aleph _{0}}. Sin embargo, es necesaria alguna suposición como la de ser un cardinal fuertemente compacto: si la hipótesis del continuo es verdadera, entonces para cada cardinal infinito {\displaystyle \gamma }, existe un grafo {\displaystyle G} de cardinalidad {\displaystyle (2^{\gamma })^{+}} tal que el número cromático de {\displaystyle G} es mayor que {\displaystyle \gamma }, pero tal que cada subgrafo de {\displaystyle G} cuyo conjunto de vértices tiene una potencia menor que {\displaystyle G} tiene número cromático como máximo {\displaystyle \gamma }.  Lake (1975) caracteriza los grafos infinitos que obedecen a una generalización del teorema de De Bruijn-Erdos, ya que su número cromático es igual al número cromático máximo de sus subgrafos estrictamente menores.